# كانيتيمونت
كانيتيمونت (بالفرنسية: Canettemont)‏ هي بلدية تقع في إقليم باد كاليه من منطقة نور با دو كاليه في شمال فرنسا. تبلغ مساحة هذه المدينة 1.79 (كم²)، وترتفع عن سطح البحر 145 م، يبلغ عدد سكانها 61 نسمة حسب إحصاء المعهد الوطني للإحصاء والدراسات الاقتصادية سنة 2009 م. وترأس Christian Boucly البلدية خلال فترة (2008-2014).